# Rosshäuserntunnel
Der Rosshäuserntunnel ist ein Eisenbahn-Doppelspurtunnel auf der Strecke Bern–Neuchâtel in der Schweiz. Er wurde im Zusammenhang mit dem Ausbau der Strecke auf Doppelspur parallel zu einem etwa halb so langen und nicht ausbaubaren alten Tunnel gebaut und im August 2018 eingeweiht. Der einspurige alte Tunnel wurde ausser Betrieb genommen, nicht aber beseitigt, sondern nur mit Toren verschlossen. Die Länge des neuen Tunnels beträgt 1910 Meter, und er kann mit einer Geschwindigkeit bis  160 km/h befahren werden (alter Tunnel: 90 km/h).

## Lage
Der Tunnel liegt unter dem Südrand des Dorfes Rosshäusern, das zur Gemeinde Mühleberg gehört. Die bisherige Strecke, die nördlich von Rosshäusern liegt, wurde aufgehoben und renaturiert.

## Bau
Die Bauinstallation begann am 10. September 2012, die erste Sprengung erfolgte am 6. Mai 2013. Der Tunnel sollte gemäss Planung 192,5 Millionen Franken kosten.
Der Tunnel wurde zunächst bergmännisch aufgefahren. Nach einem tödlichen Unfall und aufgrund der geologischen Verhältnisse wurde die Vortriebsmethode im Januar 2014 umgestellt und ein Rohrschirm eingesetzt. Dies zog eine Bauverzögerung von 18 Monaten und eine Verteuerung des Baus um 65 Mio. CHF. nach sich.
Am 2. Juni 2015 erfolgte der Durchschlag der Kalotte 181 m westlich der Tunnelmitte. Die Eröffnung erfolgte am 25. August 2018.

## Betrieb
Zwei Monate nach der Eröffnung des neuen Tunnels hat die BLS am 26. Oktober 2018 wie geplant auch das zweite Streckengleis in Betrieb genommen. Seit dem Fahrplanwechsel am 9. Dezember 2018 wird Riedbach von den Linien S5 und S52 jeweils stündlich bedient, womit sich der Halbstundentakt ergibt; dafür wird die bislang von der S5 erschlossene Haltestelle Ferenbalm-Gurbrü stillgelegt.